# 雅科夫·特拉亨伯格
雅科夫·特拉亨伯格（俄语：Яков Трахтенберг，1888年6月17日—1951年10月26日），是一个犹太俄罗斯籍数学家，发明了能夠一套心算技巧被称为特拉亨伯格系统。他出生在俄罗斯帝国敖德萨(今日的乌克兰)。他以最高榮譽畢業於圣彼得堡的采矿工程学院後，於奥布霍夫武器工厂担任工程师。在他二十歲左右，他便成为了領導11,000名員工的首席工程师。 當時的沙皇政府，讓他負責建造出一支发达的海军.
1917年的俄国革命后，特拉亨伯格逃到 魏玛共和国，變成纳粹統治下的犧牲者之一。他在二次世界大戰期間，被監禁在纳粹集中營裡，在集中營中，他發明了他的心算系統。之後，他逃往瑞士。

## 早年生活
特拉亨伯格是個積極的和平主义者。1914年，當戰爭爆發後，他協助成立一个提倡和平的社群，称做"友善的撒玛利亚人"。成立目的是想要訓練俄罗斯的学生照顾受伤的人。它甚至受到沙皇
尼古拉二世的認可。即便特拉亨伯格在戰時領導著沙皇的兵工廠，並不停止他反对任何形式的暴力。他拒绝接受戰敗，即便在艱困的条件下。

## 晚年生活
晚年時他住在瑞士，他开始教授他所發明的心算技巧，且變得相當有名。他的心算技巧，對於某些不適應傳統數學教學法的孩子尤其有用。